# Ryan XF2R Dark Shark
El Ryan XF2R Dark Shark fue un avión de caza experimental construido por la compañía estadounidense Ryan Aeronautical Company para la Armada de los Estados Unidos, que combinaba la propulsión de un motor turbohélice y turborreactor. Estaba basado en el Ryan FR-1 Fireball, pero este contaba en la parte frontal con un motor de pistones tripala en lugar del turbohélice General Electric T31 con una hélice Hamilton Standard de cuatro palas que equipaba el XF2R.

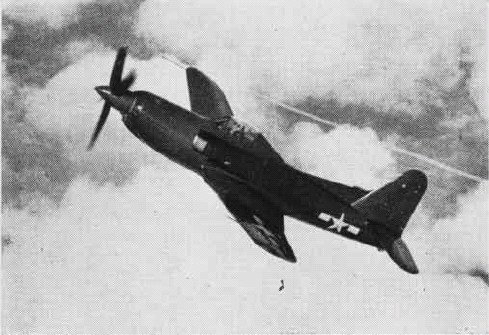
Ryan XF2R-1 en vuelo.

El turbohélice mejoró enormemente las prestaciones con respecto al FR-1 Fireball, pero la Armada se mostró poco interesada en el modelo, acabando por abandonar la idea de cazas combinados y apuntando hacia cazas de propulsión únicamente con reactores.
La Fuerza Aérea de los Estados Unidos, sin embargo, mostró mayor interés; en ese momento estaban evaluando el Consolidated Vultee XP-81 de concepto similar, y consultaron a Ryan para modificar el XF2R para usar el turborreactor Westinghouse J-34 en lugar del General Electric J-31 usado previamente. Las modificaciones propuestas dieron lugar al XF2R-2, con las tomas de aire movidas a los lados del fuselaje delantero utilizando tomas NACA en lugar de las entradas en el borde de ataque de las alas usadas previamente.
A pesar de que el Dark Shark demostró ser un avión capaz, nunca paso de la etapa de prototipo, ya que los aviones de reacción puros fueron considerados superiores.

## Especificaciones
Referencia datos: The Complete Book of Fighters

### Características generales
- Tripulación: 1
- Longitud: 11 m (36 ft)
- Envergadura: 12,8 m (42 ft)
- Altura: 4,3 m (14 ft)
- Superficie alar: 28,3 m² (304,6 ft²)
- Peso cargado: 4990 kg (10 998 lb)
- Planta motriz:
  - 1× turborreactor General Electric J31.
    - Empuje normal: 7,1 kN (724 kgf; 1596 lbf) de empuje.

  - 1× Turbohélice General Electric T31.
    - Potencia: 1760 kW (2427 HP; 2393 CV) cada uno.

### Rendimiento
- Velocidad máxima operativa (Vno): 800 km/h (497 MPH; 432 kt) a nivel del mar.
- Techo de vuelo: 11 900
- Régimen de ascenso: 24,6 m/s (4850 ft/min)
- Carga alar: 176 kg/m² (36 lb/ft²)

### Armamento
- Armas de proyectiles: 4× ametralladoras Browning M2 de 12,7 mm

### Desarrollos relacionados
- Ryan FR-1 Fireball

### Aeronaves similares
- Consolidated Vultee XP-81
- Curtiss XF15C
- Grumman AF Guardian

### Secuencias de designación
- Secuencia F_R (Cazas de la Armada estadounidense, 1922-1962 (Ryan, 1948-1962)): FR - F2R - F3R

### Listas relacionadas
- Anexo:Aeronaves militares de los Estados Unidos (navales)